# Estadio Las Flores
Estadio Las Flores (oficjalna nazwa: Estadio Ingeniero Mario Estrada) – stadion piłkarski w gwatemalskim mieście Jalapa, stolicy departamentu Jalapa. Obiekt może pomieścić 11 500 widzów, a swoje mecze rozgrywa na nim drużyna Remicheros FC.
Stadion został otwarty w 1960 roku. Jest podzielony na cztery sektory, posiada między innymi cztery maszty oświetleniowe, tor do lekkoatletyki, dwa boiska boczne (jedno z nawierzchnią naturalną, a drugie ze sztuczną), trzy szatnie i salę prasową.
Niekiedy określa się go mianem „Coloso del Oriente” („Kolos Wschodu”). Jest jedynym stadionem na wschodzie Gwatemali, który spełnia wymogi CONCACAF rozgrywania meczów międzynarodowych. Przez wiele lat był domowym obiektem klubu Deportivo Jalapa, lecz od czasu jego rozwiązania w 2011 roku gości głównie mecze rozgrywek regionalnych i lokalnych klubów z niższych lig gwatemalskich.
W 2019 roku na stadionie zamontowano panele słoneczne. Koszt prac wyniósł około 2,5 miliona quetzali. Tym samym Las Flores jest jedynym obiektem w kraju, który dysponuje takim rozwiązaniem.